# Nekrolog September 2022
Nekrolog
◄◄
| ◄
| 2018
| 2019
| 2020
| 2021
| 2022 | 2023 | 2024 | 2025
Januar |
Februar |
März |
April |
Mai |
Juni |
Juli |
August |
September |
Oktober |
November |
Dezember 2022
Weitere Ereignisse | Allgemeiner Nekrolog 2022
Die Beschreibung der verstorbenen Person sollte so kurz wie möglich gehalten sein und nur deren signifikante Tätigkeit(en) enthalten.
Neue Namen ggf. auch unter dem Geburts- und Sterbedatum, also etwa unter 1. Januar und im Geburts- und Sterbejahr (2024) eintragen (nur bei entsprechender großer Wichtigkeit). Für Beispiele siehe die schon vorhandenen Artikel.
Außerdem über die fünf zuletzt Verstorbenen, zu denen es einen ausreichend guten Artikel für eine Präsentation auf der Hauptseite gibt, nach der todesbedingten Überarbeitung der Artikel ggf. auch unter Wikipedia Diskussion:Hauptseite informieren und sie am besten auch in den anderen Wikipedia-Sprachversionen eintragen. Tipp: Regelmäßig bei news.google.de nach „ist tot“, „gestorben“ oder „verstorben“ suchen.
Wenn eine Person gestorben ist, gibt es viele Seiten zu dieser Person in der Wikipedia, die davon auch betroffen sind und entsprechend aktualisiert werden müssen. Beispiele: Namenübersichtsseite, Geburtsjahr, Geburtsort-Seiten und viele mehr.
Wie finde ich die betroffenen Seiten?
Im Suchfeld auf der linken Seite gibt man den Suchbegriff so ein: „Vorname Nachname“. Dann klickt man auf Volltext und alle Seiten mit entsprechendem Suchtext werden aufgerufen. Hier sieht man dann schnell, wo auch das Todesjahr Sinn macht oder sogar ein Teil des Artikels angepasst werden muss. Auch hilft das „Werkzeug“ auf der linken Seite sehr gut, um solche Seiten aufzufinden: „Links auf diese Seite“. Somit ist die Wikipedia wieder aktuell in allen Bereichen! Hinweis: bei Eintragung der Kategorie „Gestorben JAHR“ wird der Missbrauchsfilter 49 ausgelöst, was jedoch nicht schlimm ist. Siehe: Spezial:Missbrauchsfilter/49
Dies ist eine Liste von im September 2022 verstorbenen bekannten Persönlichkeiten. Die Einträge erfolgen innerhalb der einzelnen Daten alphabetisch sortiert. Tiere sind im Nekrolog für Tiere zu finden.

## September
Bearbeitungshinweis: Neue Todesfälle bitte absteigend nach Tagen geordnet eintragen. Die Todesfälle desselben Tages bitte in alphabetischer Reihenfolge einfügen.
| Tag           | Name                             | Beruf, bekannt als                                                                           | Alter | Beleg                                                               |
| ------------- | -------------------------------- | -------------------------------------------------------------------------------------------- | ----- | ------------------------------------------------------------------- |
| 30. September | Shehzad Azam                     | pakistanischer Cricketspieler                                                                | 36    |                                                                     |
| 30. September | Max Baer                         | US-amerikanischer Jurist                                                                     | 74    |                                                                     |
| 30. September | Bill Basford                     | US-amerikanischer Politiker                                                                  | 92    |                                                                     |
| 30. September | Wolfgang Böhm                    | deutscher Agrarwissenschaftler und Wissenschaftshistoriker                                   | 86    |                                                                     |
| 30. September | Charles Bowsher                  | US-amerikanischer Unternehmer und Politiker                                                  | 91    |                                                                     |
| 30. September | Sumter Bruton                    | US-amerikanischer Blues- und Jazzmusiker                                                     | 77    |                                                                     |
| 30. September | Jürgen Dieckmann                 | deutscher Fußballspieler                                                                     | 78    |                                                                     |
| 30. September | Franco Dragone                   | belgischer Theaterregisseur                                                                  | 69    |                                                                     |
| 30. September | Petra Duda                       | deutsche Schauspielerin                                                                      | 65    |                                                                     |
| 30. September | Fritz Duregger                   | deutscher Unternehmer                                                                        | 83    |                                                                     |
| 30. September | Hildred Geertz                   | US-amerikanische Anthropologin                                                               | 95    |                                                                     |
| 30. September | Zahos Hadjifotiou                | griechischer Unternehmer, Journalist und Schriftsteller                                      | 99    |                                                                     |
| 30. September | Hansjörg Hofer                   | österreichischer Jurist, Beamter und Behindertenanwalt                                       | 63    |                                                                     |
| 30. September | József Horváth                   | ungarischer Handballspieler                                                                  | 75    |                                                                     |
| 30. September | Kevin Locke                      | US-amerikanischer Musiker und Kulturbewahrer                                                 | 68    |                                                                     |
| 30. September | Boris Meyn                       | deutscher Krimi-Autor und Kunsthistoriker                                                    | 61    |                                                                     |
| 30. September | Brian Mullins                    | irischer Gaelic-Football-Spieler und -Trainer                                                | 68    |                                                                     |
| 30. September | Alberto Papuzzi                  | italienischer Journalist                                                                     | 80    |                                                                     |
| 30. September | Marvin Powell                    | US-amerikanischer American-Football-Spieler                                                  | 67    |                                                                     |
| 30. September | Rahim Rahimli                    | aserbaidschanischer Sänger, Komponist und Schauspieler                                       | 46    |                                                                     |
| 30. September | François Remetter                | französischer Fußballspieler                                                                 | 94    |                                                                     |
| 30. September | Juri Saizew                      | sowjetischer Gewichtheber                                                                    | 71    |                                                                     |
| 30. September | Daniel Soulez Larivière          | französischer Rechtsanwalt und Schriftsteller                                                | 80    |                                                                     |
| 30. September | Alexandru Vagner                 | rumänischer Fußballspieler                                                                   | 33    |                                                                     |
| 30. September | Roger Welsch                     | US-amerikanischer Fernsehjournalist, Humorist und Autor                                      | 85    |                                                                     |
| 30. September | Dorit B. Whiteman                | US-amerikanische Psychologin                                                                 | 98    |                                                                     |
| 30. September | Dan Wieden                       | US-amerikanischer Werbefachmann                                                              | 77    |                                                                     |
| 30. September | Anton Wustinger                  | österreichischer Fußballspieler                                                              | 72    |                                                                     |
| 30. September | Friedrich Zeller                 | deutscher Politiker                                                                          | 56    |                                                                     |
| 29. September | Alexandru Arsinel                | rumänischer Schauspieler                                                                     | 83    |                                                                     |
| 29. September | Eugène Beckers                   | niederländischer Radrennfahrer                                                               | 82    |                                                                     |
| 29. September | Kathleen Booth                   | britische Informatikerin und Mathematikerin                                                  | 100   |                                                                     |
| 29. September | Wolfgang Bremer                  | deutscher Unternehmer                                                                        | 72    |                                                                     |
| 29. September | Harald Eckes-Chantré             | deutscher Unternehmer                                                                        | 82    |                                                                     |
| 29. September | C. B. Embry                      | US-amerikanischer Politiker                                                                  | 81    |                                                                     |
| 29. September | Audrey Evans                     | britisch-US-amerikanische Onkologin                                                          | 97    |                                                                     |
| 29. September | Franz Josef Fieger               | deutscher Kaufmann                                                                           | 101   |                                                                     |
| 29. September | Eberhard Gärtner                 | deutscher Romanist                                                                           | 80    |                                                                     |
| 29. September | Ildikó Kővári                    | ungarische Skirennläuferin                                                                   | 92    |                                                                     |
| 29. September | Rob Landsbergen                  | niederländischer Fußballspieler                                                              | 62    |                                                                     |
| 29. September | Gilles Loiselle                  | kanadischer Politiker                                                                        | 93    |                                                                     |
| 29. September | Héctor López                     | panamaischer Baseballspieler                                                                 | 93    |                                                                     |
| 29. September | Jan Misztal                      | polnischer Mathematiker                                                                      | 80    |                                                                     |
| 29. September | Yousuf Mustikhan                 | pakistanischer Politiker                                                                     | 74    |                                                                     |
| 29. September | Eduardo Navarro                  | spanischer Fußballspieler                                                                    | 43    |                                                                     |
| 29. September | Gertrude Oehm-Rudert             | deutsche Bildhauerin                                                                         | 83    |                                                                     |
| 29. September | Al Primo                         | US-amerikanischer Fernsehnachrichtenmanager                                                  | 87    |                                                                     |
| 29. September | Luis Quiñones                    | kolumbianischer Boxer                                                                        | ?     |                                                                     |
| 29. September | Gerhard Schweier                 | deutscher Heimatforscher                                                                     | 94    |                                                                     |
| 29. September | Paul Veyne                       | französischer Historiker und Essayist                                                        | 92    |                                                                     |
| 29. September | Karl-Heinz Witzko                | deutscher Roman- und Fantasyautor                                                            | 69    |                                                                     |
| 28. September | Ahmed Alshaiba                   | jemenitischer Musiker                                                                        | 32    |                                                                     |
| 28. September | Michel Ameller                   | französischer Jurist und Verwaltungsbeamter                                                  | 96    |                                                                     |
| 28. September | Bruno Arena                      | italienischer Schauspieler                                                                   | 65    |                                                                     |
| 28. September | Torhild Bransdal                 | norwegische Politikerin                                                                      | 66    |                                                                     |
| 28. September | Joe Chambers                     | US-amerikanischer Jazz-Schlagzeuger                                                          | 81    |                                                                     |
| 28. September | Coolio                           | US-amerikanischer Rapper und Schauspieler                                                    | 59    |                                                                     |
| 28. September | Giorgio Coraluppi                | italienischer Computerentwickler                                                             | 88    |                                                                     |
| 28. September | Stephanie Dabney                 | US-amerikanische Balletttänzerin                                                             | 64    |                                                                     |
| 28. September | Hilton Forrest Deakin            | australischer Weihbischof                                                                    | 89    |                                                                     |
| 28. September | Rüdiger Döhler                   | deutscher Orthopäde, Chirurg und Studentenhistoriker                                         | 74    |                                                                     |
| 28. September | Gavin Escobar                    | US-amerikanischer American-Football-Spieler                                                  | 31    |                                                                     |
| 28. September | Georg-Michael Fleischer          | deutscher Chirurg                                                                            | 81    |                                                                     |
| 28. September | Oliver Gattringer                | österreichischer Schlagzeuger                                                                | 55    |                                                                     |
| 28. September | David Gottesman                  | US-amerikanischer Unternehmer und Investor                                                   | 96    |                                                                     |
| 28. September | Edoardo Guarnera                 | italienischer Opernsänger                                                                    | 62    |                                                                     |
| 28. September | Jim Nisbet                       | US-amerikanischer Schriftsteller                                                             | 75    |                                                                     |
| 28. September | Julio Osorio                     | panamaischer Basketballspieler                                                               | 82    |                                                                     |
| 28. September | Jayanti Patnaik                  | indische Politikerin                                                                         | 90    |                                                                     |
| 28. September | Bill Plante                      | US-amerikanischer Fernsehjournalist und Nachrichtensprecher                                  | 84    |                                                                     |
| 28. September | Alfredo Remus                    | argentinischer Jazz-Kontrabassist                                                            | 83    |                                                                     |
| 28. September | Ignacio Rodríguez-Iturbe         | venezolanischer Hydrologe                                                                    | 80    |                                                                     |
| 28. September | Helmut Scholz                    | deutscher Ministerialbeamter                                                                 | 92    |                                                                     |
| 28. September | T. Leslie Shear, Jr.             | US-amerikanischer Archäologe                                                                 | 84    |                                                                     |
| 28. September | Kelly Sill                       | US-amerikanischer Jazzmusiker                                                                | 70    |                                                                     |
| 28. September | Amar Singh Mangat                | kenianischer Hockeyspieler                                                                   | 87    |                                                                     |
| 28. September | Günter Stopperich                | deutscher Tourismusmanager                                                                   | 95    |                                                                     |
| 28. September | Jan Styrna                       | polnischer Bischof                                                                           | 81    |                                                                     |
| 28. September | Carlos Eduardo Vasco-Uribe       | kolumbianischer Philosoph, Arzt, Physiker und Mathematiker                                   | 84    |                                                                     |
| 28. September | Klaus Wiesmann                   | deutscher Militär                                                                            | 82    |                                                                     |
| 27. September | Amadou Ali                       | kamerunischer Politiker                                                                      | 79    |                                                                     |
| 27. September | Bruder Andrew                    | niederländischer Missionar                                                                   | 94    |                                                                     |
| 27. September | Michio Ariyoshi                  | japanischer Shōgispieler                                                                     | 87    |                                                                     |
| 27. September | Awtandil Baramidse               | sowjetischer bzw. russischer Fußballtrainer                                                  | 65    |                                                                     |
| 27. September | Arlene Bashnett                  | US-amerikanische Internetpersönlichkeit                                                      | 103   |                                                                     |
| 27. September | Giancarlo Beltrami               | italienischer Fußballspieler und Sportfunktionär                                             | 85    |                                                                     |
| 27. September | Kurt Binder                      | österreichischer Physiker                                                                    | 78    |                                                                     |
| 27. September | Bruno Bolchi                     | italienischer Fußballspieler und -trainer                                                    | 82    |                                                                     |
| 27. September | Vincent Deporter                 | belgischer Comic-Künstler                                                                    | 63    |                                                                     |
| 27. September | Julio César Guerra Tulena        | kolumbianischer Chirurg und Politiker                                                        | 89    |                                                                     |
| 27. September | Ronald W. Jones                  | US-amerikanischer Wirtschaftswissenschaftler                                                 | 91    |                                                                     |
| 27. September | Claude Kory Kondiano             | guineischer Politiker                                                                        | 80    |                                                                     |
| 27. September | Franz Kroppenstedt               | deutscher Jurist                                                                             | 91    |                                                                     |
| 27. September | Boris Moissejew                  | sowjetischer bzw. russischer Sänger, Schauspieler, Tänzer und Choreograph                    | 68    |                                                                     |
| 27. September | Gediminas Paviržis               | litauischer Politiker (Seimas)                                                               | 81    |                                                                     |
| 27. September | Hans Selmair                     | deutscher Gastroenterologe                                                                   | 86    |                                                                     |
| 27. September | Michael John Sheridan            | US-amerikanischer Bischof                                                                    | 77    |                                                                     |
| 27. September | Józef Zwierzyna                  | polnischer Fußballspieler und -trainer                                                       | 81    |                                                                     |
| 26. September | Aurora Basnuevo                  | kubanische Schauspielerin, Radiomoderatorin und Sängerin                                     | 84    |                                                                     |
| 26. September | Franz Beer                       | deutsch-österreichischer Maler                                                               | 93    |                                                                     |
| 26. September | Paolo Bordoni                    | italienischer Pianist                                                                        | 80    |                                                                     |
| 26. September | Joe Bussard                      | US-amerikanischer Schallplattensammler                                                       | 86    |                                                                     |
| 26. September | Gordon Dryden                    | neuseeländischer Journalist                                                                  | 91    |                                                                     |
| 26. September | Walter Feucht                    | deutscher Agrarwissenschaftler                                                               | 93    |                                                                     |
| 26. September | Cole Harris                      | kanadischer Geograph                                                                         | 86    |                                                                     |
| 26. September | Ferfried Prinz von Hohenzollern  | deutscher Automobilrennfahrer                                                                | 79    |                                                                     |
| 26. September | Christian Hummer                 | österreichischer Keyboarder                                                                  | 32    |                                                                     |
| 26. September | Jape Kong Su                     | australisch-osttimoresischer Unternehmer                                                     | 97    |                                                                     |
| 26. September | Ranesh Maitra                    | bangladeschischer Journalist                                                                 | 88    |                                                                     |
| 26. September | Jan Männer                       | deutscher Fußballspieler                                                                     | 40    |                                                                     |
| 26. September | Hilaree Nelson                   | US-amerikanische Skibergsteigerin                                                            | 49    |                                                                     |
| 26. September | Peter Nestler                    | deutscher Journalist und Politiker                                                           | 93    |                                                                     |
| 26. September | Carlos Pairetti                  | argentinischer Automobilrennfahrer                                                           | 86    |                                                                     |
| 26. September | Ronney Pettersson                | schwedischer Fußballspieler                                                                  | 82    |                                                                     |
| 26. September | Michel Pinçon                    | französischer Soziologe                                                                      | 80    |                                                                     |
| 26. September | Māris Purgailis                  | lettischer Politiker                                                                         | 74    |                                                                     |
| 26. September | Yusuf al-Qaradawi                | ägyptisch-katarischer islamischer Rechtsgelehrter                                            | 96    |                                                                     |
| 26. September | Mark Souder                      | US-amerikanischer Politiker                                                                  | 72    |                                                                     |
| 26. September | Venetia Stevenson                | britisch-US-amerikanische Schauspielerin                                                     | 84    |                                                                     |
| 26. September | Toto Vega                        | kolumbianischer Schauspieler                                                                 | 52    |                                                                     |
| 26. September | Ryszard Wilk                     | polnischer Energieforscher                                                                   | 76    |                                                                     |
| 25. September | Ashokan                          | indischer Regisseur                                                                          | 60    |                                                                     |
| 25. September | Jonathan Beaulieu-Richard        | kanadischer Canadian-Football-Spieler                                                        | 33    |                                                                     |
| 25. September | Lars Bergquist                   | schwedischer Diplomat und Schriftsteller                                                     | 92    |                                                                     |
| 25. September | Hans-Günther Bunz                | deutscher Pianist und Komponist                                                              | 97    |                                                                     |
| 25. September | Werner Dietz                     | deutscher Politiker                                                                          | 89    |                                                                     |
| 25. September | Klaus Dörner                     | deutscher Psychiater und Psychiatriehistoriker                                               | 88    |                                                                     |
| 25. September | Jacques Drèze                    | belgischer Wirtschaftswissenschaftler                                                        | 93    |                                                                     |
| 25. September | Aïcha Ech-Chenna                 | marokkanische Frauenrechtlerin                                                               | 81    |                                                                     |
| 25. September | Horst Edig                       | deutscher Politiker (SPD), MdL                                                               | 87    |                                                                     |
| 25. September | James Florio                     | US-amerikanischer Politiker                                                                  | 85    |                                                                     |
| 25. September | Iossif Gitelson                  | sowjetischer bzw. russischer Biophysiker                                                     | 94    |                                                                     |
| 25. September | Kim Seong-dong                   | südkoreanischer Schriftsteller                                                               | 74    |                                                                     |
| 25. September | Leonard Kriegel                  | US-amerikanischer Schriftsteller                                                             | 89    |                                                                     |
| 25. September | Niklaus Künzi                    | Schweizer Agrarwissenschaftler                                                               | 86    |                                                                     |
| 25. September | Aryadan Muhammed                 | indischer Politiker                                                                          | 87    |                                                                     |
| 25. September | Andrés Prieto                    | chilenischer Fußballspieler und -trainer                                                     | 93    |                                                                     |
| 25. September | Radovan Radaković                | serbischer Fußballspieler                                                                    | 51    |                                                                     |
| 25. September | Helga Schmedt                    | deutsche Politikerin                                                                         | 93    |                                                                     |
| 25. September | Oleksij Schurawko                | ukrainischer Politiker                                                                       | 48    |                                                                     |
| 25. September | Otto Stahl                       | deutscher Eremit                                                                             | 63    |                                                                     |
| 25. September | Evelio Tandazo                   | ecuadorianischer Bildhauer                                                                   | 90    |                                                                     |
| 25. September | Meredith Tax                     | US-amerikanische Autorin, Feministin und Aktivistin                                          | 80    |                                                                     |
| 25. September | Jean-René Toumelin               | französischer Fußballfunktionär und Zahnarzt                                                 | 80    |                                                                     |
| 25. September | Rafael Tschimischkjan            | sowjetischer Gewichtheber                                                                    | 93    |                                                                     |
| 25. September | Theodor Wolpers                  | deutscher Literaturwissenschaftler und Anglist                                               | 97    |                                                                     |
| 24. September | Hudson Austin                    | grenadischer Politiker, Revolutionär und General                                             | 84    |                                                                     |
| 24. September | Timothy Ball                     | kanadischer Geograph und Klimawandelleugner                                                  | 83    |                                                                     |
| 24. September | Chic Brodie                      | schottischer Politiker                                                                       | 78    |                                                                     |
| 24. September | Chris Davidson                   | australischer Surfer                                                                         | 45    |                                                                     |
| 24. September | Manfred Degen                    | deutscher Pädagoge und Politiker                                                             | 82    |                                                                     |
| 24. September | Rita Gardner                     | US-amerikanische Schauspielerin                                                              | 87    |                                                                     |
| 24. September | Dieter Leistner                  | deutscher Fotograf und Hochschullehrer                                                       | 69    |                                                                     |
| 24. September | David M. Mark                    | kanadischer Geograph                                                                         | 74    |                                                                     |
| 24. September | Sue Graham Mingus                | US-amerikanische Autorin und Musikproduzentin                                                | 92    |                                                                     |
| 24. September | Rahim Nawaz                      | bangladeschischer Filmregisseur                                                              | 84    |                                                                     |
| 24. September | Kitten Natividad                 | mexikanisch-US-amerikanische Schauspielerin und Pin-up-Modell                                | 74    |                                                                     |
| 24. September | Pharoah Sanders                  | US-amerikanischer Jazz-Saxophonist                                                           | 81    |                                                                     |
| 24. September | Sali Shijaku                     | albanischer Maler                                                                            | 89    |                                                                     |
| 24. September | Amin Tarokh                      | iranischer Schauspieler                                                                      | 69    |                                                                     |
| 24. September | Helmut Wilhelm                   | deutscher Politiker                                                                          | 76    |                                                                     |
| 23. September | Prince Amartey                   | ghanaischer Boxer                                                                            | 78    |                                                                     |
| 23. September | Patricia Cloherty                | US-amerikanische Unternehmerin und Investorin                                                | 80    |                                                                     |
| 23. September | Robert Cormier                   | kanadischer Schauspieler, Filmproduzent und Drehbuchautor                                    | 33    |                                                                     |
| 23. September | Zack Estrin                      | US-amerikanischer Fernsehproduzent und Drehbuchautor                                         | 51    |                                                                     |
| 23. September | Louise Fletcher                  | US-amerikanische Schauspielerin                                                              | 88    |                                                                     |
| 23. September | Heather Goodman                  | britische Kanutin                                                                            | 87    |                                                                     |
| 23. September | Karl Hecht                       | deutscher Physiologe und Weltraummediziner                                                   | 98    |                                                                     |
| 23. September | Stanisław Kasprzyk               | polnischer Hockeyspieler                                                                     | 79    |                                                                     |
| 23. September | Wladimir Kransopolski            | sowjetischer bzw. russischer Regisseur, Drehbuchautor und Filmproduzent                      | 89    |                                                                     |
| 23. September | Leon Langstädtler                | deutscher Motorradrennfahrer                                                                 | 24    |                                                                     |
| 23. September | Franciszek Pieczka               | polnischer Schauspieler                                                                      | 94    |                                                                     |
| 23. September | Wolfgang Raupach-Rudnick         | deutscher Theologe und Geistlicher                                                           | 75    |                                                                     |
| 23. September | Celso Scarpini                   | brasilianischer Basketballspieler                                                            | 77    |                                                                     |
| 23. September | Willy Soemita                    | surinamischer Politiker                                                                      | 86    |                                                                     |
| 23. September | Starman                          | mexikanischer Wrestler                                                                       | 48    |                                                                     |
| 23. September | Lupe Tijerina Martínez           | mexikanischer Sänger                                                                         | ?     |                                                                     |
| 23. September | Jaroslav Zeman                   | tschechischer Komponist                                                                      | 86    |                                                                     |
| 22. September | Stu Allan                        | britischer DJ, Musiker und Musikproduzent                                                    | 60    |                                                                     |
| 22. September | Daniel André                     | mauritischer Leichtathlet                                                                    | 57    |                                                                     |
| 22. September | István Aranyos                   | ungarischer Turner                                                                           | 80    |                                                                     |
| 22. September | Carlitos Balá                    | argentinischer Schauspieler                                                                  | 97    |                                                                     |
| 22. September | Dave Barrow                      | kanadischer Politiker                                                                        | 75    |                                                                     |
| 22. September | Dmitri Besow                     | sowjetischer bzw. russischer Fußballtrainer                                                  | 98    |                                                                     |
| 22. September | Donald Mayer Blinken             | US-amerikanischer Geschäftsmann und Diplomat                                                 | 96    |                                                                     |
| 22. September | François Bott                    | französischer Journalist und Schriftsteller                                                  | 87    |                                                                     |
| 22. September | Tony Brown                       | englischer Dartspieler                                                                       | 77    |                                                                     |
| 22. September | Christoph Cornaro                | österreichischer Diplomat, Jurist und Pianist                                                | 90    |                                                                     |
| 22. September | Marc Danval                      | belgischer Journalist, Autor, Künstler und Kolumnist                                         | 85    |                                                                     |
| 22. September | Traudl Engelhorn-Vechiatto       | deutsch-österreichische Mäzenin                                                              | 94    |                                                                     |
| 22. September | Michael Esser                    | deutscher Hörspielautor                                                                      | 67    |                                                                     |
| 22. September | Mieczysław Gil                   | polnischer Politiker                                                                         | 78    | [Nie żyje Mieczysław Gil, jeden z przywódców strajku w Nowej Hucie] |
| 22. September | Jorge Fons                       | mexikanischer Regisseur und Drehbuchautor                                                    | 83    |                                                                     |
| 22. September | Joel F. Handler                  | US-amerikanischer Rechtswissenschaftler                                                      | 89    |                                                                     |
| 22. September | Rainer Keller                    | deutscher Politiker                                                                          | 56    |                                                                     |
| 22. September | Humayun Khan                     | pakistanischer Diplomat                                                                      | 91    |                                                                     |
| 22. September | Gord Kirchin                     | kanadischer Sänger                                                                           | 60    |                                                                     |
| 22. September | Heinz Krieger                    | deutscher Fußballspieler                                                                     | 78    |                                                                     |
| 22. September | Norbert Johannimloh              | deutscher Schriftsteller                                                                     | 92    |                                                                     |
| 22. September | Hilary Mantel                    | britische Schriftstellerin, Kritikerin und Juristin                                          | 70    |                                                                     |
| 22. September | Michael Pietsch                  | deutscher Arzt und Politiker                                                                 | 64    |                                                                     |
| 22. September | Ren Rongrong                     | chinesischer Schriftsteller                                                                  | 99    |                                                                     |
| 22. September | Hesham Selim                     | ägyptischer Schauspieler                                                                     | 64    |                                                                     |
| 22. September | Mohamed Sheikh                   | britischer Unternehmer und Politiker                                                         | 81    |                                                                     |
| 21. September | Mohd Adib Mohamad Adam           | malaysischer Politiker                                                                       | 81    |                                                                     |
| 21. September | Lydia Alfonsi                    | italienische Schauspielerin                                                                  | 94    |                                                                     |
| 21. September | Alhassane Barry                  | guineischer Musiker                                                                          | ?     |                                                                     |
| 21. September | Andrea Bodó                      | ungarische Turnerin                                                                          | 88    |                                                                     |
| 21. September | Pucho Brown                      | US-amerikanischer Perkussionist                                                              | 83    |                                                                     |
| 21. September | Roland Bulirsch                  | deutscher Mathematiker                                                                       | 89    |                                                                     |
| 21. September | Antonio Ceballos Atienza         | spanischer Bischof                                                                           | 87    |                                                                     |
| 21. September | François Corteggiani             | französischer Comicautor, -zeichner und Karikaturist                                         | 69    |                                                                     |
| 21. September | Ray Edenton                      | US-amerikanischer Gitarrist                                                                  | 95    |                                                                     |
| 21. September | Bernhardt Edskes                 | niederländischer Orgelbauer                                                                  | 81    |                                                                     |
| 21. September | James Frankland                  | britischer Politiker und Peer                                                                | 79    |                                                                     |
| 21. September | John Hamblin                     | britisch-australischer Fernsehmoderator                                                      | 87    |                                                                     |
| 21. September | Raymond Huguet                   | französischer Radrennfahrer                                                                  | 84    |                                                                     |
| 21. September | Gregory S. Lee                   | US-amerikanischer Basketball- und Beachvolleyballspieler                                     | 70    |                                                                     |
| 21. September | Christian Lenzer                 | deutscher Politiker                                                                          | 89    |                                                                     |
| 21. September | Hans-Joachim Mertens             | deutscher Rechtswissenschaftler                                                              | 88    |                                                                     |
| 21. September | Edward Mosberg                   | polnisch-US-amerikanischer Holocaustüberlebender                                             | 96    |                                                                     |
| 21. September | Sedapatti Muthiah                | indischer Politiker                                                                          | 76    |                                                                     |
| 21. September | Paul-Emile Saadé                 | libanesischer Bischof                                                                        | 89    |                                                                     |
| 21. September | Allan M. Siegal                  | US-amerikanischer Journalist                                                                 | 82    |                                                                     |
| 21. September | Raju Srivastav                   | indischer Schauspieler, Komiker und Politiker                                                | 58    |                                                                     |
| 21. September | Christian Stadelbacher           | deutscher Maler                                                                              | 63    |                                                                     |
| 21. September | Tomasz Wołek                     | polnischer Journalist, Publizist und Radiokommentator                                        | 74    |                                                                     |
| 21. September | Marian Zalesko                   | polnischer Priester                                                                          | 88    |                                                                     |
| 21. September | Cristóbal Rafael Zuleta Hinojosa | kolumbianischer Sänger                                                                       | 57    |                                                                     |
| 20. September | Aleh Alkajeu                     | belarussischer Justizvollzugsbeamter und Whistleblower                                       | 69    |                                                                     |
| 20. September | M. Harvey Brenner                | US-amerikanischer Medizinsoziologe                                                           | 82    |                                                                     |
| 20. September | Nicola Cariglia                  | italienischer Journalist und Politiker                                                       | 79    |                                                                     |
| 20. September | Tanios El Khoury                 | libanesischer Bischof                                                                        | 92    |                                                                     |
| 20. September | Francesco Gnecchi-Ruscone        | italienischer Bogensportfunktionär                                                           | 98    |                                                                     |
| 20. September | Guido Göttlich                   | deutscher Punksänger                                                                         | 54    |                                                                     |
| 20. September | Osvaldo Gómez                    | argentinischer Musiker                                                                       | ?     |                                                                     |
| 20. September | Rišards Labanovskis              | lettischer Journalist, Philologe und Politiker                                               | 82    |                                                                     |
| 20. September | Andrei Mogolnikow                | russischer Bandyspieler                                                                      | 33    |                                                                     |
| 20. September | Darrell Mudra                    | US-amerikanischer American-Football-Trainer                                                  | 93    |                                                                     |
| 20. September | Gustav Fritz Papanek             | austroamerikanischer Ökonom und Hochschullehrer                                              | 96    |                                                                     |
| 20. September | Sergei Puskepalis                | russischer Schauspieler und Theaterregisseur                                                 | 56    |                                                                     |
| 20. September | Virginio Rognoni                 | italienischer Rechtsanwalt und Politiker                                                     | 98    |                                                                     |
| 20. September | Jamie Roy                        | britischer DJ und Produzent                                                                  | 33    |                                                                     |
| 20. September | Christoph Schroth                | deutscher Theaterregisseur und -intendant                                                    | 85    |                                                                     |
| 20. September | Helmut Thienemann                | deutscher Politiker                                                                          | 86    |                                                                     |
| 20. September | Wiktor Wladjuschtschenkow        | sowjetischer bzw. russischer Fußballspieler und -trainer                                     | 70    |                                                                     |
| 20. September | Peter Yeldham                    | australischer Schriftsteller, Bühnen- und Drehbuchautor                                      | 95    |                                                                     |
| 19. September | Lija Brīdaka                     | lettische Schriftstellerin                                                                   | 90    |                                                                     |
| 19. September | Robert Brown                     | US-amerikanischer Schauspieler                                                               | 95    |                                                                     |
| 19. September | Joseph Anthony Fiorenza          | US-amerikanischer Erzbischof                                                                 | 91    |                                                                     |
| 19. September | Rocco Fotia                      | italienischer Fußballspieler                                                                 | 75    |                                                                     |
| 19. September | Wladimir Golubew                 | sowjetischer bzw. russischer Fußballspieler und -trainer                                     | 72    |                                                                     |
| 19. September | Benon Hardy                      | polnischer Komponist und Musiker                                                             | 92    |                                                                     |
| 19. September | Walter Hauser                    | Schweizer Schriftsteller und Journalist                                                      | 65    |                                                                     |
| 19. September | Isiah Jones                      | US-amerikanischer Boxer                                                                      | 28    |                                                                     |
| 19. September | Wilhelm Kappel                   | deutscher Pflanzenzüchter                                                                    | 93    |                                                                     |
| 19. September | Gerhard Lauter                   | deutscher Verwaltungsjurist                                                                  | 72    |                                                                     |
| 19. September | Florian Pedarnig                 | österreichischer Komponist                                                                   | 84    |                                                                     |
| 19. September | Waleri Poljakow                  | sowjetischer bzw. russischer Kosmonaut                                                       | 80    |                                                                     |
| 19. September | Bishnu Sethi                     | indischer Politiker                                                                          | 61    |                                                                     |
| 19. September | Aleksander Wrona                 | polnischer Hockeyspieler                                                                     | 82    |                                                                     |
| 19. September | Maury Wills                      | US-amerikanischer Baseballspieler und -trainer                                               | 89    |                                                                     |
| 19. September | Detlef Zillikens                 | deutscher Dermatologe                                                                        | 64    |                                                                     |
| 18. September | Armando Arcos Suárez             | argentinischer Sänger                                                                        | 70    |                                                                     |
| 18. September | Azyumardi Azra                   | indonesischer Islamwissenschaftler                                                           | 67    |                                                                     |
| 18. September | Emilio Campos                    | venezolanischer Fußballspieler                                                               | 68    |                                                                     |
| 18. September | Anna Cernohorsky                 | deutsche Supercentenarian                                                                    | 113   |                                                                     |
| 18. September | Leonard Cole                     | US-amerikanischer Mediziner und Politikwissenschaftler                                       | 89    |                                                                     |
| 18. September | Vincent DiMaio                   | US-amerikanischer Pathologe und Rechtsmediziner                                              | 81    |                                                                     |
| 18. September | Mustafa Dağıstanlı               | türkischer Ringer                                                                            | 91    |                                                                     |
| 18. September | Kjell Espmark                    | schwedischer Lyriker, Schriftsteller und Literaturhistoriker                                 | 92    |                                                                     |
| 18. September | Jakow Gorelnikow                 | kasachischer Schauspieler und Politiker                                                      | 74    |                                                                     |
| 18. September | Diane Guérin                     | kanadische Sängerin und Schauspielerin                                                       | 74    |                                                                     |
| 18. September | Elyakim Haetzni                  | israelischer Rechtsanwalt, Siedlungsaktivist und Politiker                                   | 96    |                                                                     |
| 18. September | Nick Holonyak                    | US-amerikanischer Physiker und Erfinder                                                      | 93    |                                                                     |
| 18. September | Rashmi Jayagopal                 | indische Schauspielerin                                                                      | 51    |                                                                     |
| 18. September | Martha Karagianni                | griechische Schauspielerin                                                                   | 82    |                                                                     |
| 18. September | Fritz Kilchenmann                | Schweizer Jurist und Manager                                                                 | 76    |                                                                     |
| 18. September | Svetozar Saša Kovačević          | serbischer Komponist, Musikpädagoge und Organist                                             | 72    |                                                                     |
| 18. September | Ilona Kuśmierska                 | polnische Schauspielerin                                                                     | 74    |                                                                     |
| 18. September | Marcello Magni                   | italienischer Schauspieler                                                                   | 63    |                                                                     |
| 18. September | Carmen A. Miró                   | panamaische Soziologin, Statistikerin und Demografin                                         | 103   |                                                                     |
| 18. September | Teruyuki Noda                    | japanischer Komponist                                                                        | 82    |                                                                     |
| 18. September | Andrzej Pawlaczyk                | polnischer Nahverkehrsfunktionär                                                             | 81    |                                                                     |
| 18. September | Héctor Polino                    | argentinischer Politiker                                                                     | 89    |                                                                     |
| 18. September | Nicolas Schindelholz             | Schweizer Fußballspieler                                                                     | 34    |                                                                     |
| 18. September | Nishi Singh                      | indische Schauspielerin                                                                      | 50    |                                                                     |
| 18. September | Victor Gruschka Springer         | US-amerikanischer Ichthyologe                                                                | 94    |                                                                     |
| 18. September | Wally Tatomir                    | kanadisch-US-amerikanischer Zeugwart und Erfinder                                            | 76    |                                                                     |
| 18. September | Cherry Valentine                 | britische Dragqueen                                                                          | 28    |                                                                     |
| 18. September | Jeff Weiss                       | US-amerikanischer Dramatiker und Schauspieler                                                | 82    |                                                                     |
| 17. September | Carmina Cannavino                | peruanisch-mexikanische Sängerin und Komponistin                                             | ≈59   |                                                                     |
| 17. September | Kalani David                     | US-amerikanischer Surfer                                                                     | 24    |                                                                     |
| 17. September | Eugen Dönt                       | österreichischer Altphilologe                                                                | 83    |                                                                     |
| 17. September | David Nkoto Emane                | kamerunischer Manager                                                                        | ?     |                                                                     |
| 17. September | Mathias Feldges                  | Schweizer Politiker                                                                          | 85    |                                                                     |
| 17. September | Manikrao Hodlya Gavit            | indischer Politiker                                                                          | 87    |                                                                     |
| 17. September | Anna Gaël                        | ungarische Schauspielerin und Journalistin                                                   | 78    |                                                                     |
| 17. September | Radamés Giro                     | kubanischer Musiker, Verleger, Musikforscher und -autor                                      | 82    |                                                                     |
| 17. September | Kelsang Gyatso                   | tibetischer Geistlicher                                                                      | 91    |                                                                     |
| 17. September | Vernon Heywood                   | britischer Biologe und Botaniker                                                             | 94    |                                                                     |
| 17. September | Joseph P. Hoar                   | US-amerikanischer General                                                                    | 87    |                                                                     |
| 17. September | Łukasz Jedlewski                 | polnischer Journalist                                                                        | 87    |                                                                     |
| 17. September | Hrafn Jökulsson                  | isländischer Schriftsteller, Journalist, Politiker und Schachspieler                         | 56    |                                                                     |
| 17. September | Jeremy Kilpatrick                | US-amerikanischer Mathematikdidaktiker                                                       | 86    |                                                                     |
| 17. September | Gisbert Fanselow                 | deutscher Linguist                                                                           | 63    |                                                                     |
| 17. September | Igor Maslennikow                 | russischer Filmregisseur, -produzent und Drehbuchautor                                       | 90    |                                                                     |
| 17. September | Vlado Milunić                    | tschechischer Architekt                                                                      | 81    |                                                                     |
| 17. September | Torge Møller                     | deutscher Videokünstler, Bühnenbildner, Dozent und Opernregisseur                            | 50    |                                                                     |
| 17. September | Iris Murray                      | österreichische Springreiterin und -trainerin                                                | 44    |                                                                     |
| 17. September | Robert Niemi                     | US-amerikanischer Anglist, Literaturwissenschaftler, Literaturkritiker und Autor             | 67    |                                                                     |
| 17. September | Christian Rätsch                 | deutscher Ethnopharmakologe                                                                  | 65    |                                                                     |
| 17. September | Elin Reimer                      | dänische Schauspielerin                                                                      | 94    |                                                                     |
| 17. September | Otto Ruthenberg                  | deutscher Komponist, Dirigent und Chorleiter                                                 | 86    |                                                                     |
| 17. September | Farida Saboundji                 | algerische Schauspielerin                                                                    | 92    |                                                                     |
| 17. September | Maarten Schmidt                  | niederländischer Astronom                                                                    | 92    |                                                                     |
| 17. September | Karl-Heinz Stäcker               | deutscher Psychologe                                                                         | 91    |                                                                     |
| 16. September | Heinz Allenspach                 | Schweizer Politiker                                                                          | 94    |                                                                     |
| 16. September | Jina Mahsa Amini                 | iranisches Opfer von Polizeigewalt                                                           | 22    |                                                                     |
| 16. September | Margarete Ammon                  | deutsche Unternehmerin und Stifterin                                                         | 100   |                                                                     |
| 16. September | Allen Aylett                     | australischer Australian-Football-Spieler und -Funktionär                                    | 88    |                                                                     |
| 16. September | Bruno Bonduelle                  | französischer Unternehmer                                                                    | 89    |                                                                     |
| 16. September | Christian Giermann               | deutscher Marineoffizier                                                                     | 85    |                                                                     |
| 16. September | Sergei Gorenko                   | russischer Jurist                                                                            | 40    |                                                                     |
| 16. September | Herbert Granditz                 | österreichischer Kabarettist                                                                 | 84    |                                                                     |
| 16. September | Abul Hasnat                      | bangladeschischer Politiker                                                                  | 82    |                                                                     |
| 16. September | Dagmar R. Henney                 | deutsch-amerikanische Mathematikerin und Hochschullehrerin                                   | 91    |                                                                     |
| 16. September | Marva Hicks                      | US-amerikanische Sängerin und Schauspielerin                                                 | 66    |                                                                     |
| 16. September | Bob Humphreys                    | US-amerikanischer Diskuswerfer                                                               | 86    |                                                                     |
| 16. September | James Aubrey Parker              | US-amerikanischer Jurist                                                                     | 85    |                                                                     |
| 16. September | Haluk Pekşen                     | türkischer Rechtsanwalt und Politiker                                                        | 61    |                                                                     |
| 16. September | Loïc Raguénès                    | französischer Maler                                                                          | 54    |                                                                     |
| 16. September | Erich Ramstetter                 | deutscher Priester                                                                           | 96    |                                                                     |
| 16. September | Günter Roeschmann                | deutscher Geologe und Bodenkundler                                                           | 97    |                                                                     |
| 16. September | Raymundo Sabio                   | philippinischer Geistlicher                                                                  | 76    |                                                                     |
| 16. September | K.D. Shorey                      | indischer Filmproduzent und Drehbuchautor                                                    | 92    |                                                                     |
| 16. September | Jean-François Sicurani           | französischer Autor, Komponist, Musiker und Journalist                                       | 57    |                                                                     |
| 16. September | Luciano Vassallo                 | italienischer Fußballspieler                                                                 | 87    |                                                                     |
| 16. September | Stanisław Żytkowski              | polnischer Sozialaktivist, Rechtsanwalt und Politiker                                        | 74    |                                                                     |
| 15. September | Gertrud Bärtschi                 | Schweizer Pflegefachfrau und Entwicklungshelferin                                            | 90    |                                                                     |
| 15. September | Brian Binnie                     | US-amerikanischer Testpilot                                                                  | 69    |                                                                     |
| 15. September | Eddie Butler                     | walisischer Rugbyspieler und -kommentator                                                    | 65    |                                                                     |
| 15. September | Robert Ferrante                  | US-amerikanischer Fernsehproduzent                                                           | 87    |                                                                     |
| 15. September | Liam Holden                      | britisches Justizopfer                                                                       | 68    |                                                                     |
| 15. September | Brian Horton                     | US-amerikanischer Jazz-Saxophonist und -Hochschullehrer                                      | 46    |                                                                     |
| 15. September | Axel Jodorowsky                  | mexikanisch-französischer Schauspieler und Schriftsteller                                    | 57    |                                                                     |
| 15. September | Thomas Jung                      | deutscher Jurist und Politiker                                                               | 64    |                                                                     |
| 15. September | Dieter Kattenbeck                | deutscher Beamter und Gewerkschafter                                                         | 85    |                                                                     |
| 15. September | Saul Kripke                      | US-amerikanischer Philosoph und Logiker                                                      | 81    |                                                                     |
| 15. September | Earle Labor                      | US-amerikanischer Literaturwissenschaftler                                                   | 94    |                                                                     |
| 15. September | Jörg Thomas Lambrecht            | deutsch-schweizerischer Mediziner und Hochschullehrer                                        | 72    |                                                                     |
| 15. September | Gerold Lange                     | deutscher Basketballfunktionär                                                               | 89    |                                                                     |
| 15. September | Diana Maggi                      | italienisch-argentinische Schauspielerin                                                     | 97    |                                                                     |
| 15. September | Amedeo Matacena                  | italienischer Politiker und Mafioso                                                          | 59    |                                                                     |
| 15. September | Phil Moorby                      | britischer Techniker und Informatiker                                                        | 69    |                                                                     |
| 15. September | Francescantonio Nolè             | italienischer Erzbischof                                                                     | 74    |                                                                     |
| 15. September | Maanu Paul                       | neuseeländischer Māori-Führer                                                                | 83    |                                                                     |
| 15. September | Fritz Pleitgen                   | deutscher Journalist und Autor                                                               | 84    |                                                                     |
| 15. September | Radko Polič                      | slowenischer Schauspieler                                                                    | 80    |                                                                     |
| 15. September | Gerda Prochaska-Stolze           | deutsche Opernsängerin                                                                       | 88    |                                                                     |
| 15. September | Asad Rauf                        | pakistanischer Cricketschiedsrichter und -spieler                                            | 66    |                                                                     |
| 15. September | Alois Roppert                    | österreichischer Politiker                                                                   | 88    |                                                                     |
| 15. September | Jürgen Schweinebraden            | deutscher Galerist und Publizist                                                             | 84    |                                                                     |
| 15. September | John Stearns                     | US-amerikanischer Baseballspieler und -trainer                                               | 71    |                                                                     |
| 15. September | Svend Studsgaard                 | dänischer Ringer                                                                             | 75    |                                                                     |
| 15. September | Annie Marie Sundbom              | schwedische Politikerin und Diplomatin                                                       | 89    |                                                                     |
| 15. September | Samy Vellu                       | malaysischer Politiker                                                                       | 86    |                                                                     |
| 15. September | Dennis Virkler                   | US-amerikanischer Filmeditor                                                                 | 80    |                                                                     |
| 14. September | Helke Bayrle                     | deutsche Künstlerin                                                                          | 81    |                                                                     |
| 14. September | Kevin M. Cahill                  | US-amerikanischer Mediziner und Politikberater                                               | 86    |                                                                     |
| 14. September | Phyllis Carlyle                  | US-amerikanische Casting-Director und Filmproduzentin                                        | 80    |                                                                     |
| 14. September | Manuela Dessau                   | deutsche Fernsehredakteurin, -moderatorin und Autorin                                        | 66    |                                                                     |
| 14. September | Ken Douglas                      | neuseeländischer Gewerkschaftler                                                             | 86    |                                                                     |
| 14. September | Anton Fier                       | US-amerikanischer Schlagzeuger                                                               | 66    |                                                                     |
| 14. September | Max Frenkel                      | Schweizer Journalist                                                                         | 84    |                                                                     |
| 14. September | Shah Moazzem Hossain             | bangladeschischer Politiker                                                                  | 83    |                                                                     |
| 14. September | Adam Kendon                      | Experte auf dem Gebiet der Gestik                                                            | 88    |                                                                     |
| 14. September | Rolf Kleser                      | deutscher Fußballspieler und -trainer                                                        | 83    |                                                                     |
| 14. September | Reinelde Knapp                   | österreichische Hochspringerin, Weitspringerin, Hürdenläuferin und Fünfkämpferin             | 89    |                                                                     |
| 14. September | Robert Patrick Maginnis          | US-amerikanischer Weihbischof                                                                | 88    |                                                                     |
| 14. September | Mariano Ondo                     | äquatorialguineischer Fußballspieler                                                         | 23    |                                                                     |
| 14. September | Dimitrios Pandermalis            | griechischer Klassischer Archäologe und Kulturfunktionär                                     | 82    |                                                                     |
| 14. September | Irene Papas                      | griechische Schauspielerin und Sängerin                                                      | 96    |                                                                     |
| 14. September | Rudolf Pastucha                  | polnischer Theologe und Bischof                                                              | 85    |                                                                     |
| 14. September | Bill Pearl                       | US-amerikanischer Bodybuilder                                                                | 91    |                                                                     |
| 14. September | Rubén Placánica                  | argentinischer Radrennfahrer                                                                 | 79    |                                                                     |
| 14. September | Jim Post                         | US-amerikanischer Folksänger, Singer-Songwriter, Autor und Schauspieler                      | 82    |                                                                     |
| 14. September | Jeff Pyle                        | US-amerikanischer Politiker                                                                  | 58    |                                                                     |
| 14. September | Paul Sartin                      | britischer Folkmusiker                                                                       | 51    |                                                                     |
| 14. September | Gerhard Sattler                  | deutscher Dermatologe                                                                        | 66    |                                                                     |
| 14. September | Henry Silva                      | US-amerikanischer Schauspieler                                                               | 95    |                                                                     |
| 14. September | Wladimir Sungorkin               | russischer Journalist                                                                        | 68    |                                                                     |
| 14. September | Toshiko Taira                    | japanische Färberin und Kunsthandwerkerin                                                    | 101   |                                                                     |
| 14. September | Arnold Vitarbo                   | US-amerikanischer Sportschütze                                                               | 66    |                                                                     |
| 14. September | Mária Wittner                    | ungarische Widerstandskämpferin und Politikerin                                              | 85    |                                                                     |
| 14. September | Nicolae Zamfir                   | rumänischer Fußballtrainer                                                                   | 77    |                                                                     |
| 13. September | Horacio Accavallo                | argentinischer Boxer                                                                         | 87    |                                                                     |
| 13. September | Jaswant Bakrania                 | indischer Cricketspieler                                                                     | 74    |                                                                     |
| 13. September | Heiderose Berroth                | deutsche Politikerin                                                                         | 75    |                                                                     |
| 13. September | Francis Brizon                   | französischer Radrennfahrer                                                                  | 98    |                                                                     |
| 13. September | Jack Charles                     | australischer Filmschauspieler, Musiker, Töpfer und Aborigines-Älterer                       | 79    |                                                                     |
| 13. September | Filipe Coelho                    | portugiesischer Schwimmer und Trainer                                                        | 60    |                                                                     |
| 13. September | Jörg Faerber                     | deutscher Dirigent und Orchestermanager                                                      | 93    |                                                                     |
| 13. September | Fred Franzia                     | US-amerikanischer Winzer                                                                     | 79    |                                                                     |
| 13. September | Jean-Luc Godard                  | französisch-schweizerischer Regisseur und Drehbuchautor                                      | 91    |                                                                     |
| 13. September | Mieczysław Gogacz                | polnischer Philosoph                                                                         | 95    |                                                                     |
| 13. September | Dieter Hartmann                  | deutscher Glasmaler und Grafiker                                                             | 83    |                                                                     |
| 13. September | Brian Hewson                     | britischer Leichtathlet                                                                      | 89    |                                                                     |
| 13. September | N. M. Joseph                     | indischer Politiker                                                                          | 78    |                                                                     |
| 13. September | Kostas Kazakos                   | griechischer Schauspieler                                                                    | 87    |                                                                     |
| 13. September | Kornelije Kovač                  | serbischer Komponist                                                                         | 80    |                                                                     |
| 13. September | Günter Kütemeyer                 | deutscher Schauspieler                                                                       | 94    |                                                                     |
| 13. September | Werner Loewe                     | deutscher Politiker                                                                          | 81    |                                                                     |
| 13. September | Roxanne Lowit                    | US-amerikanische Fotografin                                                                  | 80    |                                                                     |
| 13. September | Abderrahmane Mehdaoui            | algerischer Fußballspieler und -trainer                                                      | 72    |                                                                     |
| 13. September | Jesse Powell                     | US-amerikanischer R&B-Sänger                                                                 | 51    |                                                                     |
| 13. September | Kenneth Starr                    | US-amerikanischer Jurist                                                                     | 76    |                                                                     |
| 13. September | Fletcher Thompson                | US-amerikanischer Politiker                                                                  | 97    |                                                                     |
| 13. September | Carla Tintoré                    | argentinische DJ                                                                             | ?     |                                                                     |
| 12. September | Aquiles Báez                     | venezolanischer Gitarrist und Komponist                                                      | 58    |                                                                     |
| 12. September | Carl Dobler                      | deutscher Politiker                                                                          | 92    |                                                                     |
| 12. September | Dennis East                      | südafrikanischer Songwriter                                                                  | 73    |                                                                     |
| 12. September | Albert Galejew                   | sowjetischer bzw. russischer Astrophysiker                                                   | 81    |                                                                     |
| 12. September | Micheil Gomiaschwili             | georgischer Schauspieler                                                                     | 61    |                                                                     |
| 12. September | Michael Heuberger                | deutscher Fotograf                                                                           | 75    |                                                                     |
| 12. September | William J. Hoye                  | US-amerikanischer Philosoph und Theologe                                                     | 82    |                                                                     |
| 12. September | Lothar Hübner                    | deutscher Politiker                                                                          | 66    |                                                                     |
| 12. September | Stephan W. Koch                  | deutscher Physiker                                                                           | 69    |                                                                     |
| 12. September | Harry Landis                     | britischer Schauspieler                                                                      | 90    |                                                                     |
| 12. September | Ramsey Lewis                     | US-amerikanischer Jazzpianist und -keyboarder                                                | 87    |                                                                     |
| 12. September | Manolete                         | spanischer Flamenco-Tänzer und -Choreograf                                                   | 77    |                                                                     |
| 12. September | Lowry Mays                       | US-amerikanischer Unternehmer                                                                | 87    |                                                                     |
| 12. September | Akio Miyazawa                    | japanischer Dramatiker und Schriftsteller                                                    | 65    |                                                                     |
| 12. September | Cosme Proenza Almaguer           | kubanischer Maler und Illustrator                                                            | 74    |                                                                     |
| 12. September | PnB Rock                         | US-amerikanischer Rapper                                                                     | 30    |                                                                     |
| 12. September | Oleksandr Schapowal              | ukrainischer Balletttänzer                                                                   | 48    |                                                                     |
| 12. September | Dietmar Schneider                | deutscher Fotograf und Kunstvermittler                                                       | 83    |                                                                     |
| 12. September | Rimantas Šidlauskas              | litauischer Diplomat und Politiker                                                           | 60    |                                                                     |
| 12. September | Jorge Varas                      | argentinischer Schauspieler                                                                  | 68    |                                                                     |
| 12. September | Frank Westphal                   | deutscher Geologe und Paläontologe                                                           | 92    |                                                                     |
| 12. September | Shahpour Zarnegar                | iranischer Fechter                                                                           | 93    |                                                                     |
| 12. September | Wiesław Zięba                    | polnischer Drehbuchautor, Illustrator und Regisseur                                          | 75    |                                                                     |
| 11. September | Charles Bobard                   | französischer Unternehmer und Erfinder                                                       | 86    |                                                                     |
| 11. September | Muhammad Ali Chamseddine         | libanesischer Dichter                                                                        | 79    |                                                                     |
| 11. September | Syeda Sajeda Chowdhury           | bangladeschische Politikerin                                                                 | 87    |                                                                     |
| 11. September | Philip Durbrow                   | US-amerikanischer Ruderer                                                                    | 81    |                                                                     |
| 11. September | Richard Eckaus                   | US-amerikanischer Wirtschaftswissenschaftler                                                 | 96    |                                                                     |
| 11. September | Malcom Erskine                   | britischer Peer und Politiker                                                                | 92    |                                                                     |
| 11. September | Alain Grenier                    | französischer Diplomat                                                                       | 91    |                                                                     |
| 11. September | Sonia Handelman Meyer            | US-amerikanische Fotografin                                                                  | 102   |                                                                     |
| 11. September | Gerd Hardach                     | deutscher Wirtschaftshistoriker                                                              | 80    |                                                                     |
| 11. September | Joe Hart                         | US-amerikanischer Politiker                                                                  | 78    |                                                                     |
| 11. September | Florin Hidișan                   | rumänischer Fußballspieler                                                                   | 40    |                                                                     |
| 11. September | Günter Kästner                   | deutscher Heimatforscher und Fotograf                                                        | 90    |                                                                     |
| 11. September | Kim Lenaghan                     | britische Journalistin und Radiomoderatorin                                                  | 61    |                                                                     |
| 11. September | Javier Marías                    | spanischer Schriftsteller, Kolumnist und Übersetzer                                          | 70    |                                                                     |
| 11. September | John W. O’Malley                 | US-amerikanischer Historiker und Ordensgeistlicher                                           | 95    |                                                                     |
| 11. September | Nelson Oñate                     | kubanischer Sportschütze                                                                     | 79    |                                                                     |
| 11. September | Page Pate                        | US-amerikanischer Rechtsanwalt                                                               | 55    |                                                                     |
| 11. September | Nadeschda Petina                 | sowjetische bzw. russische Bildhauerin                                                       | 89    |                                                                     |
| 11. September | Krishnam Raju                    | indischer Schauspieler und Politiker                                                         | 82    |                                                                     |
| 11. September | Roland Reber                     | deutscher Regisseur, Autor und Schauspieler                                                  | 68    |                                                                     |
| 11. September | Joyce Reynolds                   | britische Philologin und Historikerin                                                        | 103   |                                                                     |
| 11. September | Swaroopanand Saraswati           | indischer Hindu-Führer                                                                       | 98    |                                                                     |
| 11. September | Helfried Schöbel                 | deutscher Regisseur, Dramaturg und Intendant                                                 | 95    |                                                                     |
| 11. September | Willy Stollenwerk                | deutscher Unternehmer                                                                        | 87    |                                                                     |
| 11. September | Alain Tanner                     | Schweizer Filmregisseur und Drehbuchautor                                                    | 92    |                                                                     |
| 11. September | Elias Theodorou                  | kanadischer Kampfsportler                                                                    | 34    |                                                                     |
| 11. September | Anthony Varvaro                  | US-amerikanischer Baseballspieler                                                            | 37    |                                                                     |
| 11. September | Steven Zelditch                  | US-amerikanischer Mathematiker                                                               | 68    |                                                                     |
| 10. September | Paulino Bernal                   | US-amerikanischer Musiker und christlicher Evangelist                                        | 83    |                                                                     |
| 10. September | Rainer Michael Boehmer           | deutscher Vorderasiatischer Archäologe                                                       | 91    |                                                                     |
| 10. September | Menno Boelsma                    | niederländischer Eisschnellläufer und Shorttracker                                           | 61    |                                                                     |
| 10. September | Frank Cignetti, Sr.              | US-amerikanischer American-Football-Spieler und -Trainer                                     | 84    |                                                                     |
| 10. September | Alberto Fontevecchia             | argentinischer Verleger                                                                      | 93    |                                                                     |
| 10. September | Richard Gradley                  | britischer Turner                                                                            | 90    |                                                                     |
| 10. September | William Klein                    | US-amerikanischer Fotograf                                                                   | 96    |                                                                     |
| 10. September | Braj Basi Lal                    | indischer Archäologe                                                                         | 101   |                                                                     |
| 10. September | Maximilian Lerner                | österreichisch-US-amerikanischer Geheimagent und Weltkriegsveteran                           | 98    |                                                                     |
| 10. September | Christopher McFarlane            | jamaikanischer Schauspieler                                                                  | ?     |                                                                     |
| 10. September | Joseph Amangi Nacua              | philippinischer Bischof                                                                      | 77    |                                                                     |
| 10. September | Julián Navarro                   | argentinischer Luftfahrtingenieur, Musiker, Komponist, Pianist, Regisseur und Musikproduzent | 73    |                                                                     |
| 10. September | Lino Patalano                    | argentinischer Unternehmer, Theaterregisseur und -produzent                                  | 76    |                                                                     |
| 10. September | Peter Schuck                     | deutscher Physiker                                                                           | 82    |                                                                     |
| 10. September | Ilja Seifert                     | deutscher Politiker                                                                          | 71    |                                                                     |
| 10. September | Henri Stierlin                   | Schweizer Architektur- und Kunsthistoriker, Fotograf und Journalist                          | 94    |                                                                     |
| 10. September | Choichi Terukina                 | japanischer Musiker                                                                          | 90    |                                                                     |
| 10. September | Ambros Uchtenhagen               | Schweizer Psychiater, Hochschullehrer und Suchtspezialist                                    | 94    |                                                                     |
| 10. September | Herbert Walzl                    | österreichischer Schauspieler, Regisseur und Bühnenautor                                     | 63    |                                                                     |
| 9. September  | Carol Arnauld                    | französische Sängerin                                                                        | 61    |                                                                     |
| 9. September  | Mario Bortolotto                 | australischer Australian-Football-Spieler                                                    | 65    |                                                                     |
| 9. September  | Nicolae Bulat                    | moldauischer Historiker                                                                      | 70    |                                                                     |
| 9. September  | Domenico Campana                 | italienischer Filmjournalist, Autor und Regisseur                                            | 93    |                                                                     |
| 9. September  | Iván Davis                       | kubanisch-US-amerikanischer Baseballspieler                                                  | 82    |                                                                     |
| 9. September  | Reiner-Friedemann Edel           | evangelischer Pfarrer und Verleger                                                           | 92    |                                                                     |
| 9. September  | Jorja Fleezanis                  | US-amerikanische Violinistin und Hochschullehrerin                                           | 70    |                                                                     |
| 9. September  | Jack Ging                        | US-amerikanischer Schauspieler                                                               | 90    |                                                                     |
| 9. September  | Philipp Gütlich                  | deutscher Chemiker                                                                           | 88    |                                                                     |
| 9. September  | Sławomir Kaptur                  | polnischer Produzent, Regisseur und Schauspieler                                             | 61    |                                                                     |
| 9. September  | Bruno von Mengden                | deutscher Militär                                                                            | 88    |                                                                     |
| 9. September  | Mark Miller                      | US-amerikanischer Filmschaffender                                                            | 97    |                                                                     |
| 9. September  | James Polshek                    | US-amerikanischer Architekt                                                                  | 92    |                                                                     |
| 9. September  | Ray Rippelmeyer                  | US-amerikanischer Baseballspieler                                                            | 89    |                                                                     |
| 9. September  | Trevor Tomkins                   | britischer Schlagzeuger                                                                      | 81    |                                                                     |
| 8. September  | Martin Barker                    | britischer Film- und Kulturwissenschaftler                                                   | 76    |                                                                     |
| 8. September  | Jens Birkemose                   | dänischer Maler                                                                              | 79    |                                                                     |
| 8. September  | Hans Georg Borst                 | deutscher Chirurg                                                                            | 94    |                                                                     |
| 8. September  | Marciano Cantero                 | argentinischer Rocksänger, -bassist und -komponist                                           | 62    |                                                                     |
| 8. September  | LaDeva Davis                     | US-amerikanische Fernsehmoderatorin                                                          | 78    |                                                                     |
| 8. September  | Albert J. Dooley, Sr.            | US-amerikanischer Politiker                                                                  | 92    |                                                                     |
| 8. September  | Elisabeth II.                    | britische Monarchin                                                                          | 96    |                                                                     |
| 8. September  | A. Cecile J.W. Janssens          | niederländische Epidemiologin und Forschungsprofessorin                                      | 54    |                                                                     |
| 8. September  | Bobby Keyes                      | australischer Rugbyspieler                                                                   | 82    |                                                                     |
| 8. September  | Akbar Ali Khan                   | bangladeschischer Ökonom, Pädagoge und Politikberater                                        | 78    |                                                                     |
| 8. September  | Mavis Nicholson                  | britische Schriftstellerin, Radio- und Fernsehmoderatorin                                    | 91    |                                                                     |
| 8. September  | Gwyneth Powell                   | britische Schauspielerin                                                                     | 76    |                                                                     |
| 8. September  | Anke Roeder                      | deutsche Theaterwissenschaftlerin und Dramaturgin                                            | 83    |                                                                     |
| 8. September  | Peter Rost                       | britischer Politiker                                                                         | 91    |                                                                     |
| 8. September  | Peter M. Schneider               | deutscher Molekulargenetiker                                                                 | 67    |                                                                     |
| 8. September  | Yoel Schwartz                    | israelischer Rabbiner                                                                        | 82    |                                                                     |
| 8. September  | Suzuki Shirōyasu                 | japanischer Poet und Filmemacher                                                             | 87    |                                                                     |
| 8. September  | Kamal Narain Singh               | indischer Jurist                                                                             | 95    |                                                                     |
| 8. September  | Susan L. Solomon                 | US-amerikanische Juristin und Stiftungsgründerin                                             | 71    |                                                                     |
| 8. September  | Erich Syri                       | deutscher Opernsänger                                                                        | 84    |                                                                     |
| 8. September  | Luke Swann                       | britischer Crickettrainer                                                                    | 39    |                                                                     |
| 8. September  | Sonny West                       | US-amerikanischer Rockabilly-Sänger                                                          | 85    |                                                                     |
| 8. September  | Eberhard Woll                    | deutscher Leichtathlet                                                                       | 90    |                                                                     |
| 7. September  | Emanoel Araújo                   | brasilianischer Künstler                                                                     | 81    |                                                                     |
| 7. September  | David A. Arnold                  | US-amerikanischer Stand-up-Comedian                                                          | 54    |                                                                     |
| 7. September  | Hennecke Graf von Bassewitz      | ehemaliger deutscher Diplomat und Ministerialdirigent im Auswärtigen Amt                     | 87    |                                                                     |
| 7. September  | Klaus Bernarding                 | deutscher Schriftsteller                                                                     | 87    |                                                                     |
| 7. September  | Radoslav Brđanin                 | bosnisch-herzegowinischer Politiker und Kriegsverbrecher                                     | 74    |                                                                     |
| 7. September  | János Fuzik                      | ungarischer Politiker                                                                        | 64    |                                                                     |
| 7. September  | Anne Garrels                     | US-amerikanische Journalistin                                                                | 71    |                                                                     |
| 7. September  | Marsha Hunt                      | US-amerikanische Schauspielerin                                                              | 104   |                                                                     |
| 7. September  | Syed Amirul Islam                | bangladeschischer Jurist                                                                     | 86    |                                                                     |
| 7. September  | Børge Krogh                      | dänischer Boxer                                                                              | 80    |                                                                     |
| 7. September  | Lyn H. Lofland                   | US-amerikanische Soziologin                                                                  | 84    |                                                                     |
| 7. September  | Willie Losʻe                     | tongaischer Rugbyspieler                                                                     | 55    |                                                                     |
| 7. September  | Lance Mackey                     | US-amerikanischer Musher                                                                     | 52    |                                                                     |
| 7. September  | Ramchandra Manjhi                | indischer Volkstänzer                                                                        | 97    |                                                                     |
| 7. September  | Klaus Nathusius                  | deutscher Betriebswirt und Unternehmer                                                       | 79    |                                                                     |
| 7. September  | John O’Neill                     | britisch-kanadischer Soziologe                                                               | 89    |                                                                     |
| 7. September  | Andrzej Puchacz                  | polnischer Leichtathletikfunktionär                                                          | 65    |                                                                     |
| 7. September  | Rommy Hunt Revson                | US-amerikanische Nachtclubsängerin und Erfinderin                                            | 78    |                                                                     |
| 7. September  | Dagmar Schipanski                | deutsche Politikerin                                                                         | 79    |                                                                     |
| 7. September  | Piet Schrijvers                  | niederländischer Fußballspieler und -trainer                                                 | 75    |                                                                     |
| 7. September  | Bernard Shaw                     | US-amerikanischer Journalist                                                                 | 82    |                                                                     |
| 6. September  | Fahad Al-Rajaan                  | kuwaitischer Bankier und Veruntreuer                                                         | 73    |                                                                     |
| 6. September  | Olga Andrianowa                  | russische Curlerin und Curlingtrainerin                                                      | 70    |                                                                     |
| 6. September  | Ligia Branice                    | polnische Schauspielerin                                                                     | 89    |                                                                     |
| 6. September  | Paul Durden                      | britischer Autor und Schauspieler                                                            | ?     |                                                                     |
| 6. September  | Klaus Fischer                    | deutscher Schriftsteller                                                                     | 92    |                                                                     |
| 6. September  | Arvind Giri                      | indischer Politiker                                                                          | 64    |                                                                     |
| 6. September  | Herman                           | US-amerikanischer Bischof                                                                    | 90    |                                                                     |
| 6. September  | Just Jaeckin                     | französischer Filmregisseur und Modefotograf                                                 | 82    |                                                                     |
| 6. September  | Molrudee Kasemchaiyanan          | neuseeländische Poolbillard- und Snookerspielerin sowie Poolbillardfunktionärin              | 43    |                                                                     |
| 6. September  | Umesh Katti                      | indischer Politiker                                                                          | 61    |                                                                     |
| 6. September  | Vic Kohring                      | US-amerikanischer Politiker                                                                  | 64    |                                                                     |
| 6. September  | Klaus Lindner                    | deutscher Bibliothekar und Kartograf                                                         | 85    |                                                                     |
| 6. September  | Eduardo Llerenas                 | mexikanischer Ethnomusikologe                                                                | 77    |                                                                     |
| 6. September  | Maria Madalena                   | portugiesische Fado-Sängerin                                                                 | 78    |                                                                     |
| 6. September  | Kazimierz Mazur                  | polnischer Schauspieler                                                                      | 74    |                                                                     |
| 6. September  | Tina Ramirez                     | puerto-ricanisch-mexikanische Tänzerin und Choreografin                                      | 92    |                                                                     |
| 6. September  | Philippe Ranaivomanana           | madagassischer Bischof                                                                       | 73    |                                                                     |
| 6. September  | Donald E. Rosenblum              | US-amerikanischer Offizier                                                                   | 93    |                                                                     |
| 6. September  | Magdalena Ruiz Guiñazú           | argentinische Schriftstellerin und Journalistin                                              | 87    |                                                                     |
| 6. September  | Dan Schachte                     | US-amerikanischer Eishockeylinienrichter                                                     | 64    |                                                                     |
| 6. September  | Valeria Seciu                    | rumänische Schauspielerin                                                                    | 83    |                                                                     |
| 6. September  | Omar Sey                         | gambischer Politiker und Mediziner                                                           | 57    |                                                                     |
| 6. September  | Earl Silbert                     | US-amerikanischer Jurist                                                                     | 86    |                                                                     |
| 6. September  | Vítor Tenazinha                  | portugiesischer Radsportler                                                                  | 80    |                                                                     |
| 5. September  | Margrith Bigler-Eggenberger      | Schweizer Juristin                                                                           | 89    |                                                                     |
| 5. September  | Maciej Bubiński                  | polnischer Fernsehproduzent                                                                  | 40    |                                                                     |
| 5. September  | Patricia Burke Brogan            | irische Schriftstellerin und Dramatikerin                                                    | 90    |                                                                     |
| 5. September  | Jacques Cabaud                   | französisch-deutscher Pädagoge                                                               | 99    |                                                                     |
| 5. September  | Hugo Cruz Andrade                | ecuadorianischer Politiker                                                                   | 74    |                                                                     |
| 5. September  | Klaus Dierßen                    | deutscher Botaniker                                                                          | 74    |                                                                     |
| 5. September  | Virginia Dwan                    | US-amerikanische Galeristin, Kunstsammlerin, -mäzenin und Philanthropin                      | 90    |                                                                     |
| 5. September  | Hans Eder                        | deutscher Fußballspieler und -trainer                                                        | 87    |                                                                     |
| 5. September  | Hermann Gummel                   | deutscher Physiker                                                                           | 99    |                                                                     |
| 5. September  | José de la Herrán                | mexikanischer Ingenieur und Wissenschaftler                                                  | 96    |                                                                     |
| 5. September  | Rose Kirn                        | deutsche Organistin, Kirchenmusikerin und Hochschullehrerin                                  | 80    |                                                                     |
| 5. September  | Gottfried Kumpf                  | österreichischer Maler, Graphiker und Bildhauer                                              | 91    |                                                                     |
| 5. September  | Martin Kutscha                   | deutscher Jurist                                                                             | 73    |                                                                     |
| 5. September  | Moon Landrieu                    | US-amerikanischer Politiker                                                                  | 92    |                                                                     |
| 5. September  | Adalbert H. Lhota                | österreichisch-schweizerischer Manager und Honorarkonsul                                     | 76    |                                                                     |
| 5. September  | Joachim J. Linnemann             | deutscher Unternehmer                                                                        | 66    |                                                                     |
| 5. September  | Mark Littell                     | US-amerikanischer Baseballspieler                                                            | 69    |                                                                     |
| 5. September  | Dale McRaven                     | US-amerikanischer Drehbuchautor und Regisseur                                                | 83    |                                                                     |
| 5. September  | Mariella Mehr                    | Schweizer Schriftstellerin                                                                   | 74    |                                                                     |
| 5. September  | Guy Morriss                      | US-amerikanischer American-Football-Spieler und -Trainer                                     | 71    |                                                                     |
| 5. September  | Werner A. Müller                 | deutscher Biologe, Hochschullehrer und Buchautor                                             | 85    |                                                                     |
| 5. September  | Sizzle Ohtaka                    | japanische Sängerin                                                                          | 69    |                                                                     |
| 5. September  | Josef Pfeifer                    | österreichischer Politiker                                                                   | 89    |                                                                     |
| 5. September  | Jeffrey Robson                   | neuseeländischer Badminton- und Tennisspieler                                                | 95    |                                                                     |
| 5. September  | Hilmar Schröder                  | deutscher Geograph                                                                           | 69    |                                                                     |
| 5. September  | Lars Vogt                        | deutscher Pianist und Dirigent                                                               | 51    |                                                                     |
| 5. September  | Eva Zeller                       | deutsche Schriftstellerin                                                                    | 99    |                                                                     |
| 4. September  | Gazi Mazharul Anwar              | bangladeschischer Filmregisseur, -produzent und Texter                                       | 79    |                                                                     |
| 4. September  | Robert Bintz                     | luxemburgischer Radsportler                                                                  | 92    |                                                                     |
| 4. September  | Claus-Frenz Claussen             | deutscher Mediziner, Autor, Künstler und Erfinder                                            | 83    |                                                                     |
| 4. September  | Heidemarie Fischer               | deutsche Politikerin                                                                         | 77    |                                                                     |
| 4. September  | Sepp Frank                       | österreichischer Architekt                                                                   | 79    |                                                                     |
| 4. September  | Wes Freed                        | US-amerikanischer Künstler                                                                   | 58    |                                                                     |
| 4. September  | Alain Goldmann                   | französischer Rabbiner                                                                       | 91    |                                                                     |
| 4. September  | Rodrigo González                 | chilenischer Politiker                                                                       | 80    |                                                                     |
| 4. September  | Peter Griesemann                 | deutscher Unternehmer und Karnevalist                                                        | 72    |                                                                     |
| 4. September  | Newton Harrison                  | US-amerikanischer Künstler                                                                   | 89    |                                                                     |
| 4. September  | Edward Hulewicz                  | polnischer Sänger und Liedtexter                                                             | 84    |                                                                     |
| 4. September  | Ömer Tuğrul İnançer              | türkischer Rechtsanwalt, Autor und Sufi-Musiker                                              | 76    |                                                                     |
| 4. September  | Dep Kirkland                     | US-amerikanischer Schauspieler, Drehbuchautor, Regisseur und Filmproduzent                   | 72    |                                                                     |
| 4. September  | Idriss Koudous                   | ivorischer Imam                                                                              | ?     |                                                                     |
| 4. September  | Boris Lagutin                    | sowjetischer Boxer                                                                           | 85    |                                                                     |
| 4. September  | Jason Le Boucher                 | mauritischer Sänger                                                                          | 30    |                                                                     |
| 4. September  | Jacek Lonka                      | polnischer Motocrossrennfahrer                                                               | 58    |                                                                     |
| 4. September  | Peter Macdonald                  | neuseeländischer Polarforscher                                                               | 96    |                                                                     |
| 4. September  | Henryk Markowski                 | polnischer Priester                                                                          | 82    |                                                                     |
| 4. September  | Cyrus Pallonji Mistry            | irischer Manager                                                                             | 54    |                                                                     |
| 4. September  | Ramachandran Mokeri              | indischer Theaterschauspieler                                                                | 75    |                                                                     |
| 4. September  | Hendrik Nielsen                  | grönländischer Politiker                                                                     | 80    |                                                                     |
| 4. September  | Harm Paschen                     | deutscher Erziehungswissenschaftler                                                          | 85    |                                                                     |
| 4. September  | Ernst Pfister                    | deutscher Politiker                                                                          | 75    |                                                                     |
| 4. September  | Ram Naresh Rawat                 | indischer Politiker                                                                          | 60    |                                                                     |
| 4. September  | Art Rosenbaum                    | US-amerikanischer Künstler und Kunstlehrer                                                   | 84    |                                                                     |
| 4. September  | Allan Rzepka                     | polnischer Grafikdesigner, Maler, Bühnenbildner und Lehrer                                   | ≈82   |                                                                     |
| 4. September  | Isolde Schmitt-Menzel            | deutsche Designerin, Autorin, Illustratorin, Grafikerin und Keramikerin                      | 92    |                                                                     |
| 4. September  | Dave Sherman                     | US-amerikanischer Sänger und Bassist                                                         | 55    |                                                                     |
| 4. September  | Thorkild Simonsen                | dänischer Politiker                                                                          | 96    |                                                                     |
| 4. September  | Pat Stay                         | kanadischer Rapper                                                                           | 36    |                                                                     |
| 4. September  | Peter Straub                     | US-amerikanischer Schriftsteller                                                             | 79    |                                                                     |
| 4. September  | Pauline Stroud                   | britische Schauspielerin                                                                     | 92    |                                                                     |
| 4. September  | Saint-Ange Vebobe                | französischer Basketballspieler                                                              | 69    |                                                                     |
| 4. September  | Klaus Weise                      | deutscher Dirigent                                                                           | 86    |                                                                     |
| 4. September  | Helge Willner                    | deutscher Chemiker                                                                           | 75    |                                                                     |
| 3. September  | Martin Bailie                    | irischer Hurlingspieler                                                                      | 60    |                                                                     |
| 3. September  | Iurie Bașcatov                   | moldauischer Schwimmer                                                                       | 54    |                                                                     |
| 3. September  | Scott Campbell                   | kanadischer Eishockeyspieler                                                                 | 65    |                                                                     |
| 3. September  | Peter Eckersley                  | australischer Informatiker                                                                   | 43    |                                                                     |
| 3. September  | Alarico Gattia                   | italienischer Comiczeichner, -autor und Illustrator                                          | 94    |                                                                     |
| 3. September  | Jeff German                      | US-amerikanischer Journalist                                                                 | 69    |                                                                     |
| 3. September  | Shavez Hart                      | bahamaischer Leichtathlet                                                                    | 29    |                                                                     |
| 3. September  | Gururaj Hebbar                   | indischer Arzt und Philanthrop                                                               | 72    |                                                                     |
| 3. September  | Takanori Hayashi                 | japanischer Politiker                                                                        | 84    |                                                                     |
| 3. September  | Specs Howard                     | US-amerikanischer Radiomoderator                                                             | 96    |                                                                     |
| 3. September  | Isaac Ibouanga                   | kongolesischer Politiker                                                                     | 87    |                                                                     |
| 3. September  | Paddy Kerrigan                   | irischer Gaelic-Football-Spieler                                                             | 94    |                                                                     |
| 3. September  | Herbert Kohler Jr.               | US-amerikanischer Unternehmer                                                                | 83    |                                                                     |
| 3. September  | Fathallah Lamghari               | marokkanischer Sänger                                                                        | 82    |                                                                     |
| 3. September  | Siegward Lönnendonker            | deutscher Soziologe                                                                          | 83    |                                                                     |
| 3. September  | Sterling Lord                    | US-amerikanischer Literaturagent                                                             | 102   |                                                                     |
| 3. September  | Stanisław Mandykowski            | polnischer Major                                                                             | 102   |                                                                     |
| 3. September  | Armen Minasian                   | US-amerikanischer Filmeditor                                                                 | 63    |                                                                     |
| 3. September  | Thomas Müller                    | deutscher Judoka                                                                             | 56    |                                                                     |
| 3. September  | Alejandro Parigi                 | argentinischer Journalist                                                                    | 58    |                                                                     |
| 3. September  | Chava Pressburger                | tschechisch-israelische Malerin                                                              | 92    |                                                                     |
| 3. September  | Gabriel Rojas                    | kolumbianischer Filmregisseur                                                                | 44    |                                                                     |
| 3. September  | Birju Sah                        | indischer Boxer                                                                              | 48    |                                                                     |
| 3. September  | Dieter Schulte                   | deutscher Gewerkschafter                                                                     | 82    |                                                                     |
| 3. September  | Sydney Shoemaker                 | US-amerikanischer Philosoph                                                                  | 90    |                                                                     |
| 3. September  | Joël Solari                      | französischer Politiker                                                                      | 73    |                                                                     |
| 3. September  | Helmut Stein                     | deutscher Fußballspieler                                                                     | 79    |                                                                     |
| 3. September  | Lester G. Telser                 | US-amerikanischer Wirtschaftswissenschaftler                                                 | 91    |                                                                     |
| 2. September  | Gustavo Arnal                    | venezolanischer Unternehmer                                                                  | 52    |                                                                     |
| 2. September  | Bamba Bakya                      | indischer Sänger                                                                             | 49    |                                                                     |
| 2. September  | Erwin Bechtold                   | deutscher Maler                                                                              | 97    |                                                                     |
| 2. September  | Noureddine Bikr                  | marokkanischer Schauspieler                                                                  | 70    |                                                                     |
| 2. September  | Mišo Cebalo                      | jugoslawischer bzw. kroatischer Schachspieler                                                | 77    |                                                                     |
| 2. September  | Jordi Cervelló                   | spanischer Komponist                                                                         | 86    |                                                                     |
| 2. September  | Joseph Cheng Tsai-fa             | taiwanischer Erzbischof                                                                      | 90    |                                                                     |
| 2. September  | Ian Cockbain                     | britischer Cricketspieler                                                                    | 64    |                                                                     |
| 2. September  | Frank Drake                      | US-amerikanischer Astronom und Astrophysiker                                                 | 92    |                                                                     |
| 2. September  | Manuel Duarte                    | portugiesischer Fußballspieler                                                               | 77    |                                                                     |
| 2. September  | Theodor Hiepe                    | deutscher Veterinärmediziner                                                                 | 93    |                                                                     |
| 2. September  | Gottfried Hüngsberg              | deutscher Filmkomponist und Informatiker                                                     | 77    |                                                                     |
| 2. September  | Udo Kamm                         | deutscher Lehrer, Redakteur, Beamter und Politiker                                           | 80    |                                                                     |
| 2. September  | Hervé Lofidi                     | französischer Boxer                                                                          | 34    |                                                                     |
| 2. September  | Dieter P. Mertz                  | deutscher Mediziner                                                                          | 95    |                                                                     |
| 2. September  | Franz Reiter                     | österreichischer Fußballspieler                                                              | 79    |                                                                     |
| 2. September  | T. V. Sankaranarayanan           | indischer Sänger                                                                             | 77    |                                                                     |
| 2. September  | Peter Sauermann                  | deutscher Pianist                                                                            | 86    |                                                                     |
| 2. September  | Pierre Shasmoukine               | französischer Maler, Bildhauer, Dichter und Autor                                            | 79    |                                                                     |
| 2. September  | Ramveer Upadhyay                 | indischer Politiker                                                                          | 65    |                                                                     |
| 2. September  | Xue Fan                          | chinesischer Musikwissenschaftler und Übersetzer                                             | 87    |                                                                     |
| 2. September  | Drummie Zeb                      | britischer Reggaemusiker                                                                     | 62    |                                                                     |
| 1. September  | Mahmoud Ahmadzadeh               | iranischer Politiker                                                                         | 89    |                                                                     |
| 1. September  | Guy-Pierre Baumann               | französischer Koch und Gastronom                                                             | 82    |                                                                     |
| 1. September  | Kenneth Box                      | britischer Sprinter                                                                          | 91    |                                                                     |
| 1. September  | Wilhelm Brunswick                | deutscher Politiker                                                                          | 83    |                                                                     |
| 1. September  | Kevin Cea                        | US-amerikanischer Sänger                                                                     | 52    |                                                                     |
| 1. September  | Jakez Cornou                     | französischer Historiker und Ethnologe                                                       | 87    |                                                                     |
| 1. September  | Barbara Ehrenreich               | US-amerikanische Sachbuchautorin und Kolumnistin                                             | 81    |                                                                     |
| 1. September  | Johannes Eising                  | deutscher Schachspieler                                                                      | 87    |                                                                     |
| 1. September  | Luis Pascual Estevill            | spanischer Richter                                                                           | 88    |                                                                     |
| 1. September  | Kim Goldwater                    | neuseeländischer Winzer                                                                      | 85    |                                                                     |
| 1. September  | Albert Hasibuan                  | indonesischer Rechtsanwalt und Politiker                                                     | 83    |                                                                     |
| 1. September  | Rashleigh E. Jackson             | guyanischer Politiker                                                                        | 93    |                                                                     |
| 1. September  | Ľudovít Komadel                  | tschechoslowakischer Schwimmer                                                               | 94    |                                                                     |
| 1. September  | Hans-Georg Kraus                 | deutscher Unternehmer                                                                        | 86    |                                                                     |
| 1. September  | Rawil Maganow                    | russischer Unternehmer                                                                       | 67    |                                                                     |
| 1. September  | Phillip Mann                     | britischer Science-Fiction-Schriftsteller                                                    | 80    |                                                                     |
| 1. September  | Abbas Maroufi                    | iranischer Schriftsteller                                                                    | 65    |                                                                     |
| 1. September  | Walentyna Myschak                | sowjetische Volleyballspielerin                                                              | 80    |                                                                     |
| 1. September  | Diane Noomin                     | US-amerikanische Comiczeichnerin                                                             | 75    |                                                                     |
| 1. September  | Alejo O’Reilly                   | kubanischer Baseballspieler                                                                  | 61    |                                                                     |
| 1. September  | Mary Roy                         | indische Pädagogin und Frauenrechtsaktivistin                                                | 89    |                                                                     |
| 1. September  | Hermann Schaufler                | deutscher Politiker                                                                          | 75    |                                                                     |
| 1. September  | Earnie Shavers                   | US-amerikanischer Boxer                                                                      | 78    |                                                                     |
| 1. September  | Karl Sillaber                    | österreichischer Architekt                                                                   | 90    |                                                                     |
| 1. September  | István Szalay                    | ungarischer Mathematiker und Politiker                                                       | 78    |                                                                     |
| 1. September  | Nelly Trenti                     | argentinische Moderatorin                                                                    | 85    |                                                                     |
| 1. September  | Robert L. Vining, Jr.            | US-amerikanischer Richter                                                                    | 91    |                                                                     |
| 1. September  | Heinz Wewer                      | deutscher Journalist, Politikwissenschaftler und Historiker                                  | 87    |                                                                     |
| 1. September  | Horst Wrobel                     | deutscher Designer und Museumsgründer                                                        | 87    |                                                                     |
| 1. September  | Yang Yongsong                    | chinesischer General                                                                         | 103   |                                                                     |

### Datum unbekannt
| Zeitangabe                           | Name                           | Beruf, bekannt als                                          | Alter | Beleg |
| ------------------------------------ | ------------------------------ | ----------------------------------------------------------- | ----- | ----- |
| Tod bekannt gegeben am 30. September | Saweli Myschalow               | sowjetischer bzw. russischer Sportmediziner                 | 90    |       |
| Tod bekannt gegeben am 26. September | Igor Burciu                    | moldauischer Journalist                                     | 48    |       |
| Tod bekannt gegeben am 25. September | Fleurette Campeau              | kanadische Fechterin                                        | 81    |       |
| Tod bekannt gegeben am 24. September | Pawel Perwuschin               | sowjetischer Gewichtheber                                   | 75    |       |
| Tod bekannt gegeben am 24. September | Walentin Senjuschkin           | sowjetischer Eishockeyspieler                               | 85    |       |
| 23. September oder 24. September     | Marie-Louise Fort              | französische Politikerin                                    | 71    |       |
| Tod bekannt gegeben am 23. September | Carlos Salim Baláa             | argentinischer Schauspieler und Komiker                     | 97    |       |
| Tod bekannt gegeben am 23. September | Roy MacLaren                   | schottischer Fußballspieler                                 | 92    |       |
| Tod bekannt gegeben am 23. September | Jim Sheridan                   | britischer Politiker                                        | 69    |       |
| Tod bekannt gegeben am 22. September | John Hartman                   | US-amerikanischer Schlagzeuger                              | 72    |       |
| Tod bekannt gegeben am 21. September | Jimmy Elder                    | schottischer Fußballspieler                                 | 94    |       |
| Tod bekannt gegeben am 20. September | Pak Yong-il                    | nordkoreanischer Politiker                                  | ≈56   |       |
| 19. oder 20. September               | Franck Fresson                 | französischer Konditor                                      | 53    |       |
| Tod bekannt gegeben am 16. September | Dick Vennik                    | niederländischer Jazzmusiker                                | 82    |       |
| Tod bekannt gegeben am 14. September | David Andersson                | schwedischer Gitarrist                                      | 47    |       |
| Tod bekannt gegeben am 14. September | Géza Csapó                     | ungarischer Kanute                                          | 71    |       |
| Tod bekannt gegeben am 13. September | Gerardo Simón Limonta Duvergel | kubanischer Baseballspieler                                 | ≈66   |       |
| Tod bekannt gegeben am 9. September  | Saurbek Dsanagow               | russischer Bildhauer                                        | 66    |       |
| 8. oder 9. September                 | Jean-François Driant           | französischer Kulturfunktionär                              | 58    |       |
| Tod bekannt gegeben am 8. September  | Christian Ickstadt             | deutscher Journalist und Zeitungsmanager                    | 61    |       |
| Tod bekannt gegeben am 7. September  | Sven Gächter                   | Schweizer Journalist                                        | 60    |       |
| Tod bekannt gegeben am 4. September  | Marek Pawlak                   | polnischer Fußballspieler                                   | 56    |       |
| Tod bekannt gegeben am 4. September  | Kersley H. St. Ange            | seychellischer Hotelier, Politiker und Unternehmer          | 79    |       |
| Tod bekannt gegeben am 3. September  | Juri Baschkatow                | sowjetischer bzw. moldauischer Schwimmer                    | 54    |       |
| Tod bekannt gegeben am 2. September  | Georgios Kalamidas             | griechischer Jurist                                         | 77    |       |
| September 2022                       | Antonín Hájek                  | tschechischer Skispringer und Skisprungtrainer              | 35    |       |
| September 2022                       | Tommy Kent                     | deutscher Schlagersänger, Schauspieler, Maler und Architekt | 80    |       |